# Japanagromyza inaequalis
Japanagromyza inaequalis este o specie de muște din genul Japanagromyza, familia Agromyzidae, descrisă de Malloch în anul 1914. Conform Catalogue of Life specia Japanagromyza inaequalis nu are subspecii cunoscute.